# Саратовка (река)
Саратовка (в верховье овраг Сухая Саратовка) — река в России, протекает в Энгельсском районе Саратовской области. Левый приток Волги.

## География
Саратовка начинается в степи на левобережье Волги севернее села Заветы Ильича. Течёт на северо-запад, запад. В верхнем течении на Саратовке сооружён пруд (высота уреза воды 66 м нум). Ближе к устью на Саратовке расположены садовые участки, при впадении в Волгу на левом берегу находится посёлок Прибрежный. Саратовка впадает в Волгу, в Волгоградское водохранилище, в 976 км от устья, напротив города Саратов и выше города Энгельс. Длина реки составляет 18 км, площадь бассейна — 517 км².

## Данные водного реестра
По данным государственного водного реестра России относится к Нижневолжскому бассейновому округу, водохозяйственный участок реки — Волга от Саратовского гидроузла до Волгоградского гидроузла, без рек Большой Иргиз, Большой Караман, Терешка, Еруслан, Торгун, речной подбассейн реки — подбассейн отсутствует. Речной бассейн реки — Волга от верхнего Куйбышевского водохранилища до впадения в Каспий.
Код объекта в государственном водном реестре — 11010002212112100010985.

## Фотогалерея

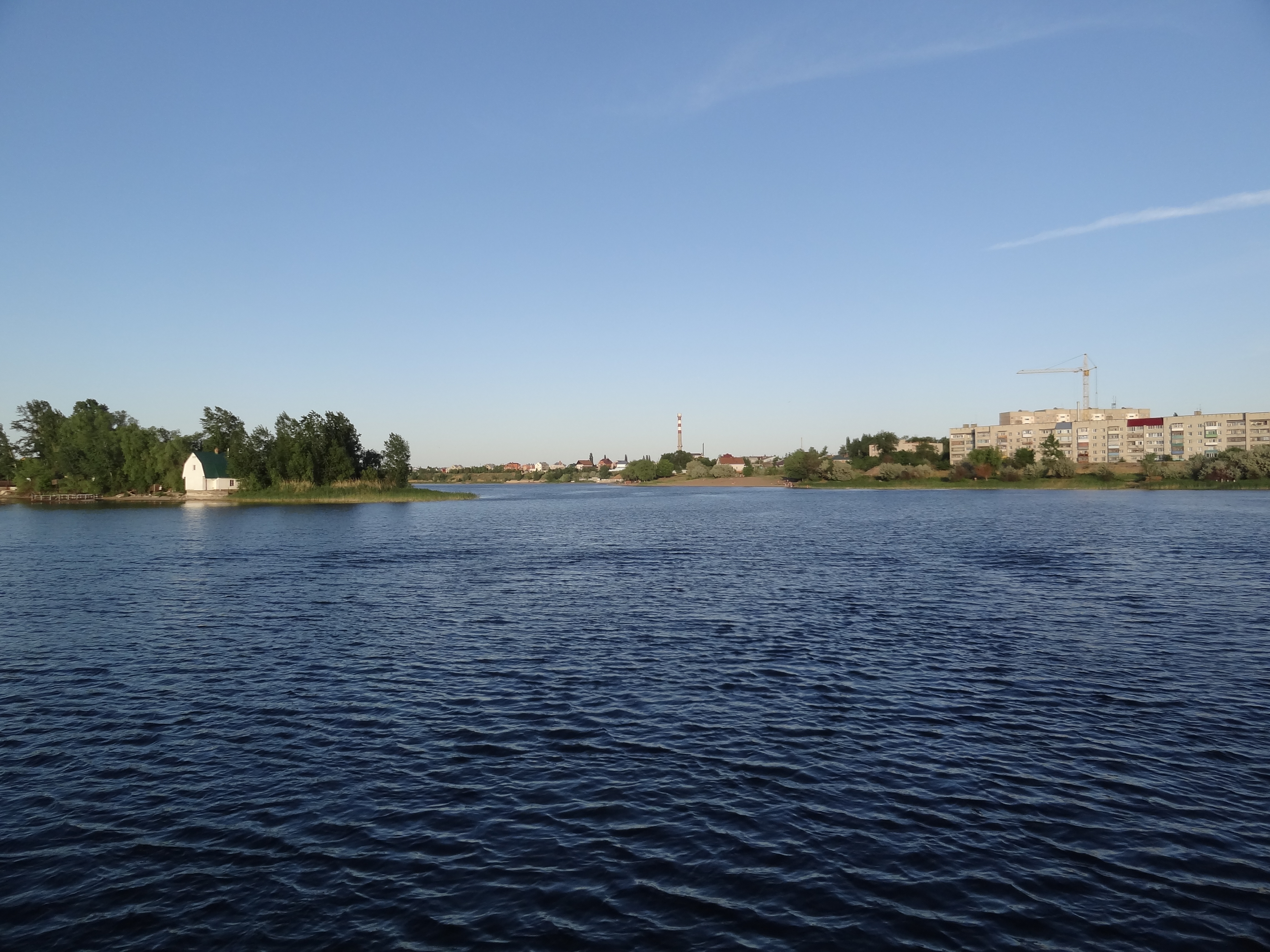
Место впадения Саратовки в Волгу
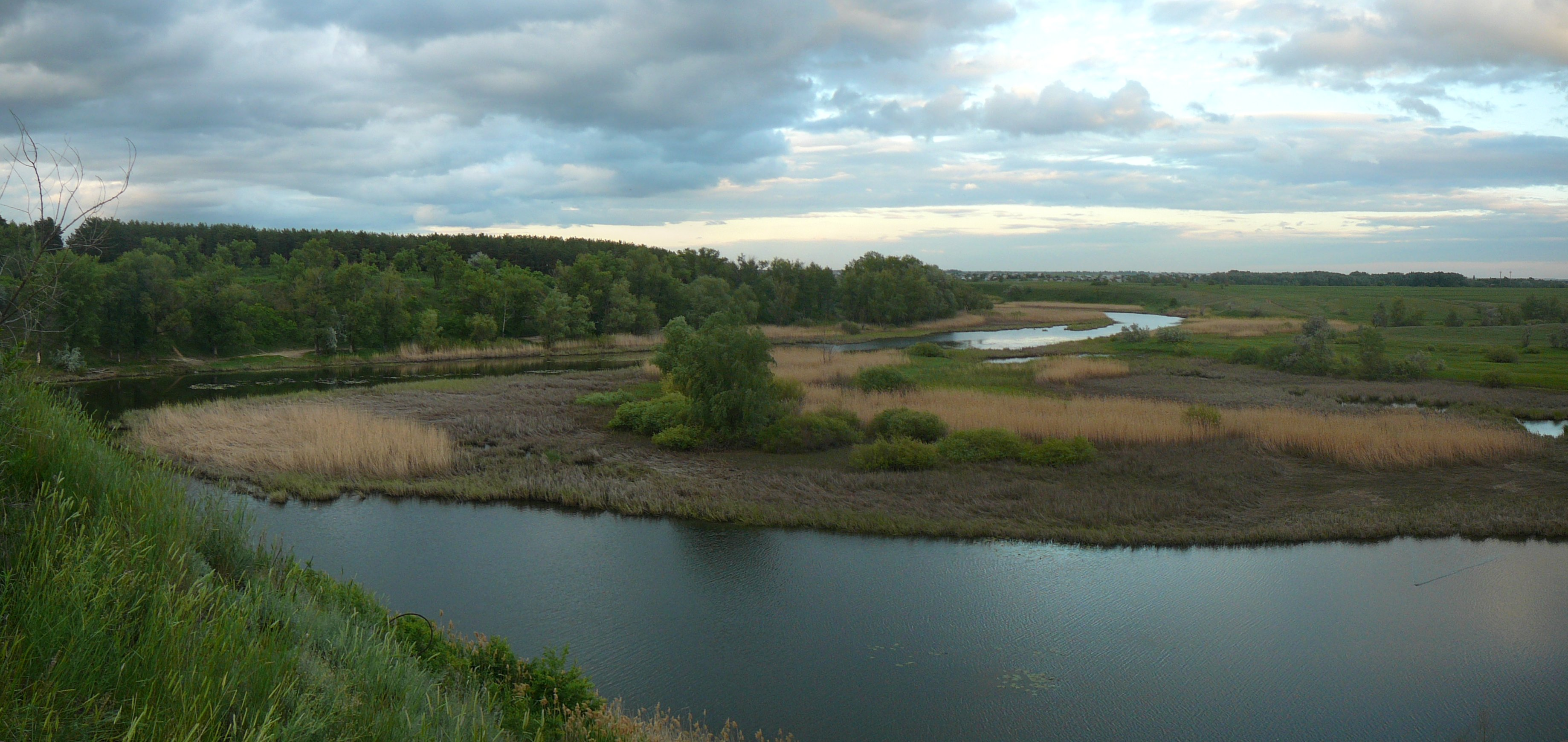
В районе соснового бора
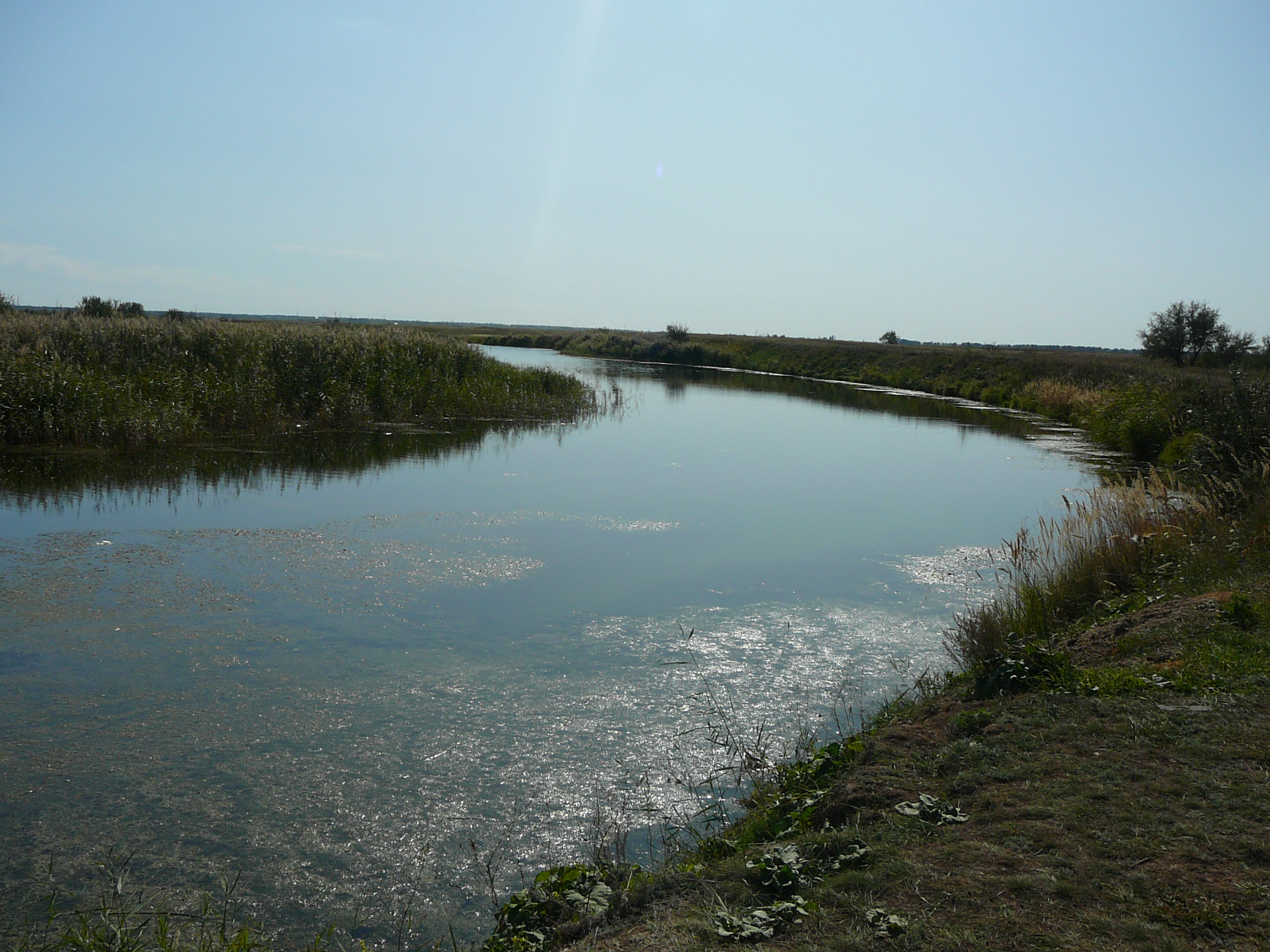
Середина реки, в районе главного ответвления
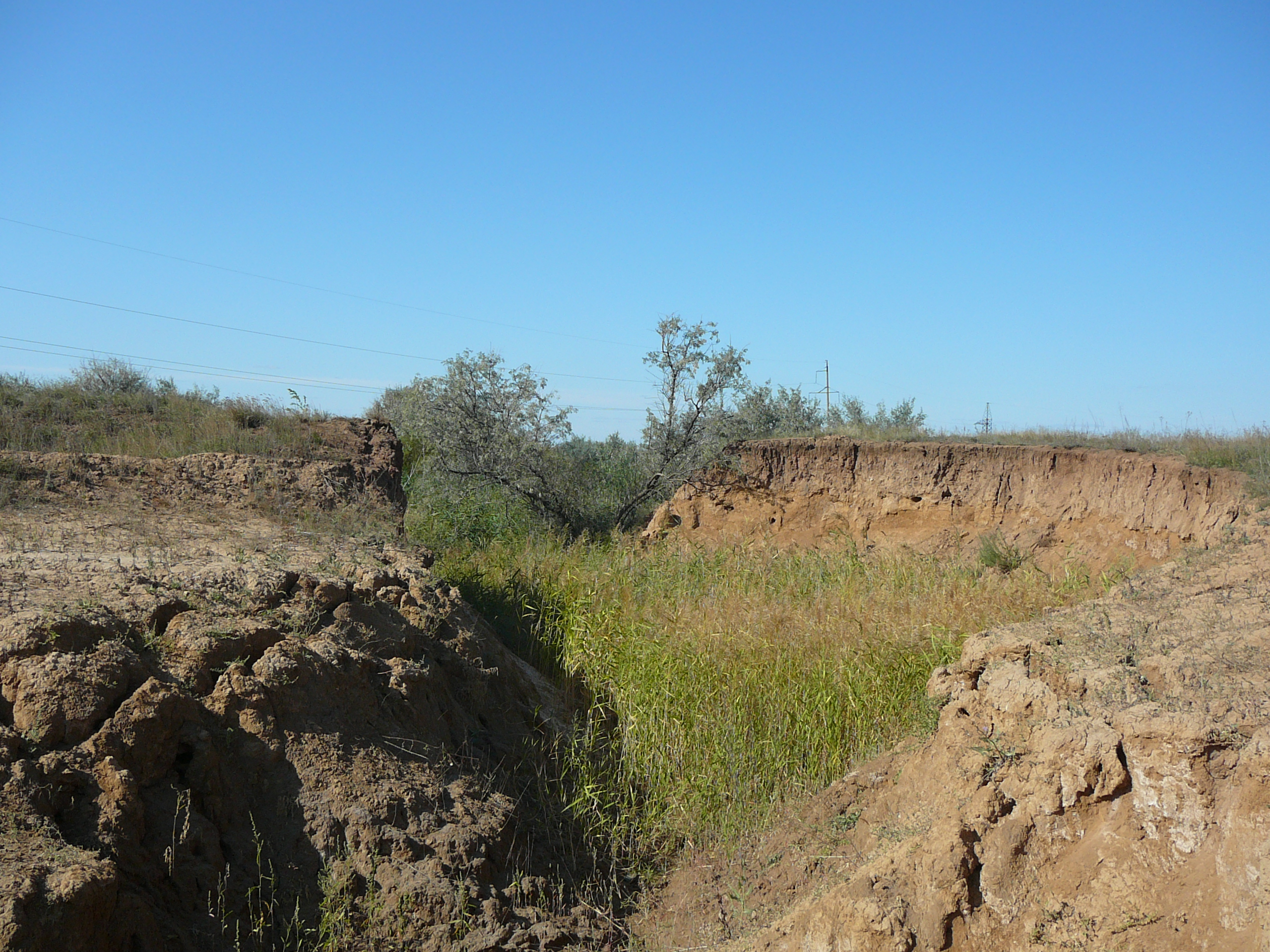
Пересохшая часть реки
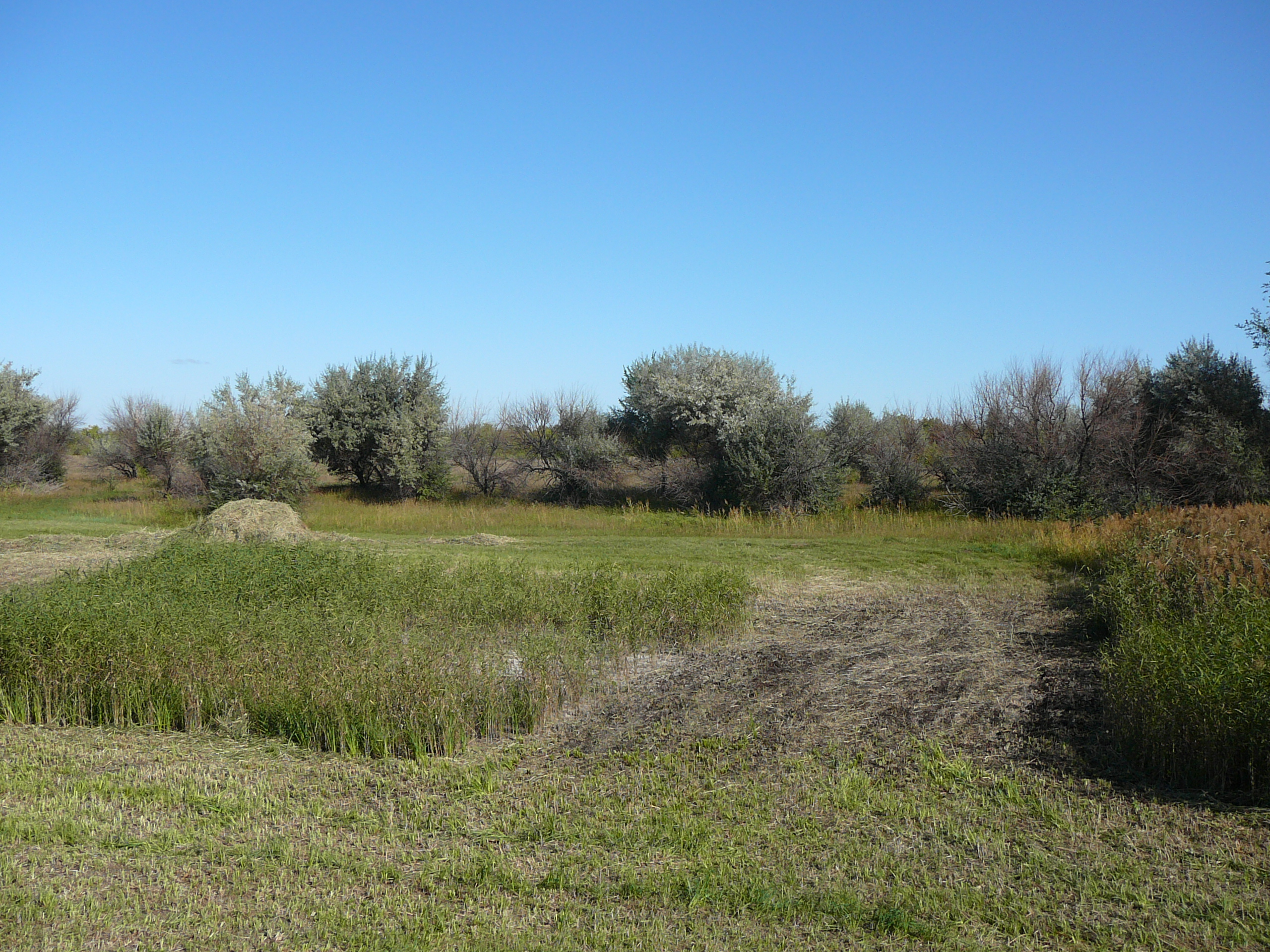
Недалеко от истока Саратовки
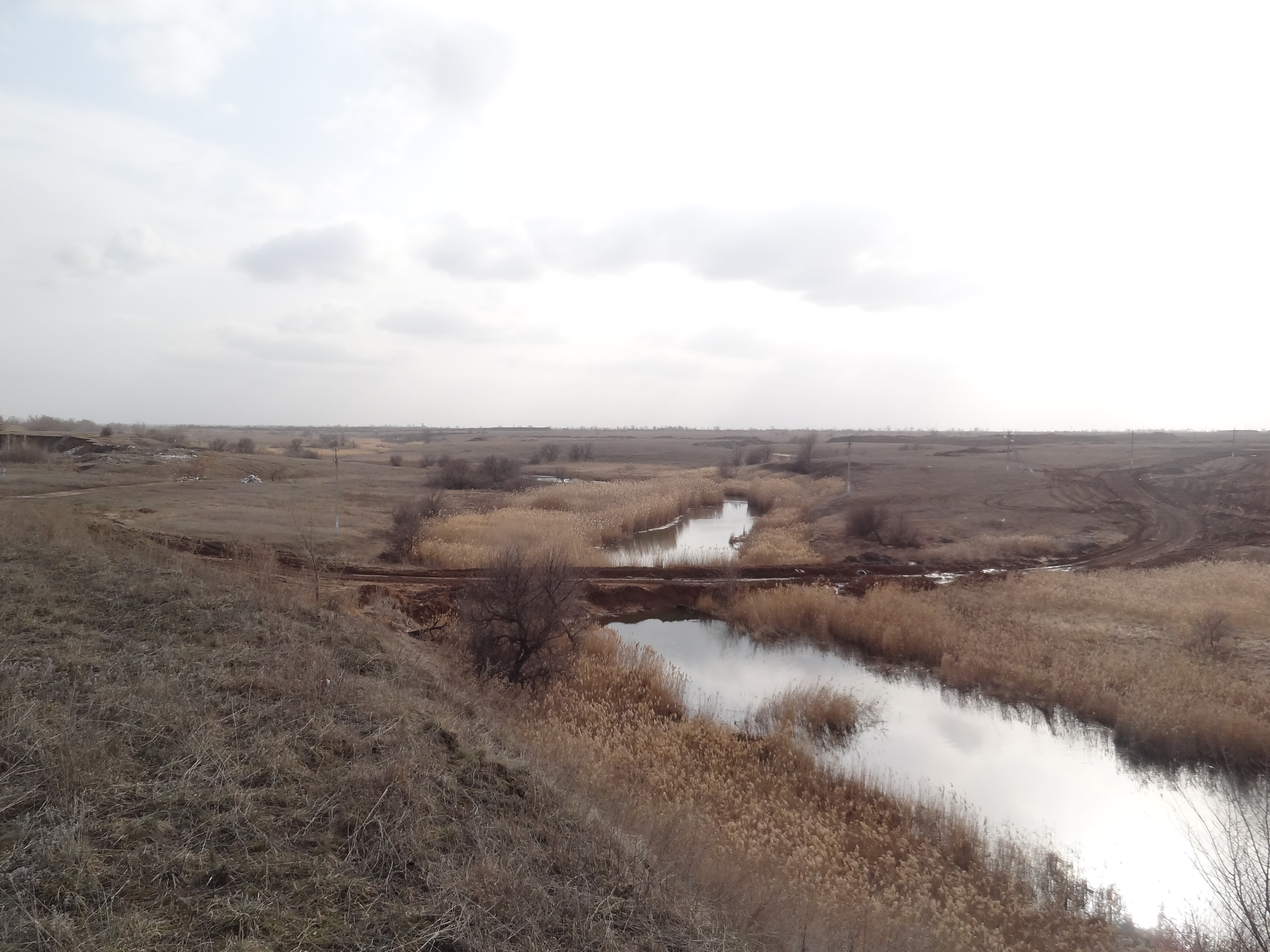
Одно из ответвлений оврага Сухая Саратовка ранней весной
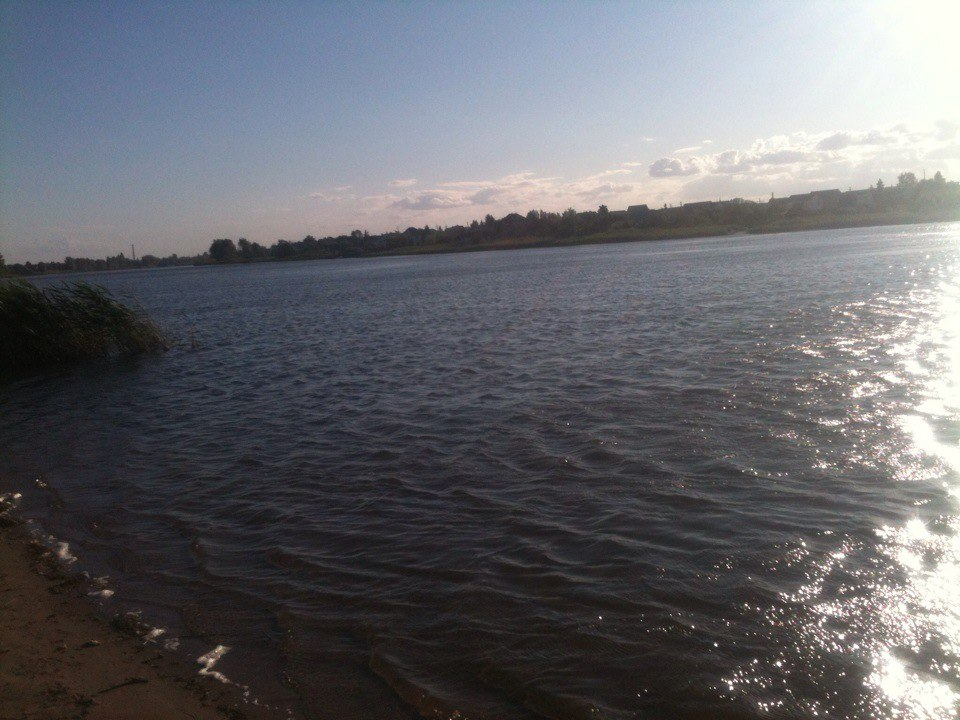
Саратовка в районе дачного посёлка